# Medicine Bow
Medicine Bow és una població dels Estats Units a l'estat de Wyoming. Segons el cens del 2000 tenia 274 habitants.

## Demografia
Segons el cens del 2000, Medicine Bow tenia 274 habitants, 129 habitatges, i 86 famílies. La densitat de població era de 30,6 habitants/km².
Dels 129 habitatges en un 18,6% hi vivien nens de menys de 18 anys, en un 55,8% hi vivien parelles casades, en un 7% dones solteres, i en un 32,6% no eren unitats familiars. En el 31% dels habitatges hi vivien persones soles el 10,1% de les quals corresponia a persones de 65 anys o més que vivien soles. El nombre mitjà de persones vivint en cada habitatge era de 2,12 i el nombre mitjà de persones que vivien en cada família era de 2,6.
Per edats la població es repartia de la següent manera: un 18,6% tenia menys de 18 anys, un 5,5% entre 18 i 24, un 13,9% entre 25 i 44, un 38% de 45 a 60 i un 24,1% 65 anys o més.
L'edat mediana era de 51 anys. Per cada 100 dones de 18 o més anys hi havia 100,9 homes.
La renda mediana per habitatge era de 33.750 $ i la renda mediana per família de 35.156 $. Els homes tenien una renda mediana de 41.250 $ mentre que les dones 20.536 $. La renda per capita de la població era de 16.420 $. Entorn del 10,3% de les famílies i l'11,9% de la població estaven per davall del llindar de pobresa.

## Poblacions més properes
El següent diagrama mostra les poblacions més properes.